# Chūnibyō Demo Koi ga Shitai!
Chūnibyō Demo Koi ga Shitai! (中二病でも恋がしたい!, lit. "Mesmo com delírios adolescentes, eu ainda quero amar!"), também conhecido como Chū-2, é uma light novel japonesa escrita por Torako, com ilustrações fornecidas por Nozomi Osaka. O trabalho ganhou uma menção honorável na competição Kyoto Animation Award em 2012, levando a empresa a assumir sua publicação em maio de 2011.
Uma adaptação em anime de 12 episódios pela Kyoto Animation estreou em 4 de outubro de 2012. O anime é licenciado pela Sentai Filmworks na América do Norte. Um filme foi lançado em setembro de 2013 e a segunda temporada do anime, intitulada Chūnibyō Demo Koi ga Shitai! Ren, foi ao ar entre janeiro e março de 2014. Em 2018, foi lançado o filme Chūnibyō Demo Koi ga Shitai! Take On Me

## Sinopse
Yūta Togashi é um menino que, durante o ensino fundamental, tinha "delírios adolescentes" (中二病, chūnibyō, "doença da oitava série"), acreditando ser o "Mestre das Chamas Negras" e se afastando de seus colegas. Achando seu passado embaraçoso, Yūta tenta recomeçar no ensino médio em uma escola nova, livre de seus antigos delírios. Só que isso se mostra difícil, no entanto, pois outra adolescente com delírios adolescentes, uma garota chamada Rikka Takanashi, descobre sobre a outra identidade de Yūta e começa a se interessar por ele.

## Personagens
Yūta Togashi (富樫 勇太, Togashi Yūta)
Voz de: Jun Fukuyama (Japonês)
o narrador de light novels, Yūta é um estudante do primeiro ano do ensino médio que costumava delirar, chamando a si mesmo de "Mestre da Chama Negra" enquanto estava no colégio e se alienando de todos como resultado. Ele tenta enterrar seu passado matriculando-se em uma escola longe de seus colegas de segundo grau. No entanto, depois de encontrar Rikka, seus delírios do passado voltam para assombrá-lo. Ele acaba entrando para o clube de Rikka e torna-se amigo dos companheiros de Rikka, bem como da beleza da escola Shinka Nibutani. Ele e Rikka eventualmente se tornam mais próximos e começam a namorar.Predefinição: Volume necessário No filme de anime, Yūta dá a Rikka um anel para mostrar "prova "que ele vai ficar ao seu lado. Ele e Satone Shichimiya também eram colegas de classe no ensino fundamental e ela foi quem o inspirou a se tornar o "Mestre da Chama Negra".
Rikka Takanashi (小鳥遊 六花, Takanashi Rikka)
Voz de: Maaya Uchida (Japonês)
Rikka é colega de classe de Yūta e vizinha que mora em cima do apartamento de Yūta. Ela é uma garota intensamente delirante que acredita possuir um "Olho Mau" (邪王 真 眼 Jaō Shingan ?, lit. O Olho da Verdade do Tirano), e como tal sempre usa um adesivo médico sobre o olho direito e bandagens enroladas em volta dela braço esquerdo, embora ela não tenha nenhum ferimento. Apesar de ser bastante apegada a Yūta, ela é cautelosa com estranhos e adota uma pose de batalha sempre que encontra alguém pela primeira vez. Sua arma de fantasia de escolha é uma sombrinha com babados que ela empunha como uma espada. Para suas operações delirantes, ela frequentemente se veste com um vestido gótico quase preto. Na escola, ela usa uniforme com saia com babados, longas meias pretas até o joelho e sapatos que às vezes funcionam como patins. Ela também é um tanto desajeitada, muitas vezes tropeça e se esquece de coisas. A origem de seus delírios vem da morte de seu pai, três anos antes, onde foi forçada a morar com a família de seu pai até se mudar para a casa de sua irmã. Eles também vêm do próprio Yūta, quando ela viu Yūta em sua fase delirante na varanda acima do apartamento de Yūta.Predefinição: Volume needed [necessário esclarecer] Eles eventualmente se tornam próximos e desenvolvem sentimentos um pelo outro e começam a namorar, mas os delírios de Rikka parecem manter sua relação de progredir. Uma piada corrente na série é que ela visita Yūta descendo uma varanda com uma corda.
Shinka Nibutani (丹生谷 森夏, Nibutani Shinka)
Voz de: Chinatsu Akasaki (Japonês)
Shinka é a colega de classe de Yuta, uma das garotas mais populares da classe. Ela é a representante da classe e membro do clube de líderes de torcida. Ela usa um grampo de cabelo na franja. Embora geralmente seja considerada uma garota gentil e gentil, Shinka é posteriormente revelado como uma ex-chūnibyō com o nome de Morisummer (モ リ サ マ ー Morisamā?) E também escolheu uma escola secundária diferente de seus colegas anteriores para escapar de seu passado. Volume necessário Na série de anime, quando ela descobre que Sanae está de posse do Mabinogion, um blog escrito por Shinka durante sua fase chūnibyō, ela se junta ao clube da escola de Rikka para tentar recuperá-lo, mas desiste ao saber que Sanae tem manteve várias cópias de backup. Quando fora dos olhos do público, Shinka mostra que sua verdadeira natureza é um pouco mais amarga e facilmente irritável, especialmente quando lida com Sanae, mas acabam por cuidar uma da outra.Predefinição: Episódio necessário Mais tarde, ela sai da claque para se concentrar mais em tornar-se popular.
Kumin Tsuyuri (五月七日 くみん, Tsuyuri Kumin)
Voz de: Azumi Asakura (Japonês)
Um personagem original de anime, Kumin é uma garota despreocupada que está um ano acima de Yūta e dos outros. Ela adora dormir e, muitas vezes, carregar um travesseiro (ou muitos) com ela onde quer que vá. Em um caso extremo, ela é até mesmo mostrada dormindo em um futon completo no terreno da escola. Tendo estudado em casa antes do ensino médio, ela é muito protegida e conservadora, o que lhe confere um comportamento feminino antiquado que Makoto acha atraente. Seu próprio "Nap Club" está integrado ao grupo social de Rikka por falta de membros. Ela sinceramente tenta entender as fantasias delirantes de Rikka e Sanae. Ela tem tendência a falar durante o sono. Ela também gosta muito de gatos e muitas vezes cochila enrolada como um gato.
Sanae Dekomori (凸守 早苗, Dekomori Sanae)
Voz de: Sumire Uesaka (Japonês)
Um personagem original de anime, Sanae é a melhor amiga de Rikka. Ela é uma estudante do terceiro ano do ensino médio que tem cabelos longos loiros e elásticos que muitas vezes se mostram mais um obstáculo do que uma ajuda. Como Rikka, ela é extremamente delirante e muitas vezes se entrega à fantasia com ela. No entanto, ao contrário de Rikka, ela é uma excelente aluna que está entre as primeiras da classe e já concluiu todo o currículo de matemática do ensino fundamental. Ela possui várias cópias de um livro de feitiços que é a evidência restante dos dias delirantes de Shinka. Ela está frequentemente em conflito com Shinka, a quem ela não acredita ser o verdadeiro Morisummer. Na dublagem japonesa, ela costuma terminar suas frases com 'desu', enfatizando-o para que soe mais como 'morte'. Ela não gosta de leite e laticínios, embora tente bebê-los para ficar mais alta. Ela está ciente de que seus delírios nada mais são do que delírios. Ela vem de uma família muito rica e tende a se comportar normalmente perto dos colegas de classe.Predefinição: Episódio necessário Mais tarde promove o colégio onde Yūta e amigos estão estudando.
Makoto Isshiki (一色 誠, Isshiki Makoto)
Voz de: Sōichirō Hoshi (Japonês)
Makoto é o colega de classe de Yuta que se senta atrás dele e frequentemente analisa as outras garotas da classe. Ele se junta ao Light Music Club para que pudesse estar com as garotas e atrair a atenção delas carregando seu violão, embora não pareça ter aprendido como jogar. Apaixonado por seus cabelos grossos depois de ser forçado a usá-los curtos para atividades esportivas nos últimos três anos, ele é forçado a ter a cabeça raspada mais uma vez quando seu bloco de notas contendo a "Enquete Cutie" das meninas em sua aula é descoberto. No anime, ele desenvolve uma queda por Kumin depois que ela passa a gostar de acariciar seu cabelo cortado à escovinha.
Kuzuha Togashi (富樫 樟葉, Togashi Kuzuha)
Voz de: Kaori Fukuhara (Japonês)
Kuzuha é a irmã mais nova de Yuta, que está no primeiro ano do ensino médio. Ela é madura para a idade. [carece de fontes?]
Yumeha Togashi (富樫 夢葉, Togashi Yumeha)
Voz de: Mami Shitara (Japonês)
Yumeha é a irmã mais nova de Yūta, de cinco anos. Ela acha as travessuras de fantasia anteriores de Yūta intrigantes, geralmente se refere a elas como "legais" e admira ou idolatra Rikka.LN 1
Nanase Tsukumo (九十九 七瀬, Tsukumo Nanase)
Voz de: Kikuko Inoue (Japonês)
A professora da sala de aula de Yūta e Rikka, que geralmente é gentil, embora às vezes um pouco sádica, ao provocar seus alunos, especialmente Rikka. Ela é chamada de Nana-chan por Yūta e Rikka.
Satone Shichimiya (七宮 智音, Shichimiya Satone)
Voz de: Juri Nagatsuma (Japonês)
Satone era a colega de escola de Yūta, aparecendo pela primeira vez no segundo romance leve e na segunda temporada do anime. Ela se transferiu para a escola secundária de Shinka Nibutani, onde se tornaram próximos. Ela sofre de delírios e chama a si mesma de "Anel de Sophia SP Saturno VII" (ソ フ ィ ア リ ン グ ・ SP ・ サ タ ー ン 7 世?) E se dirige a Yūta com o apelido de "Yūsha" (勇者? Lit. "Herói"). Os delírios de Yūta e Shinka começaram com sua admiração e imitação do comportamento de Satone. Durante seu tempo com Yūta no colégio, ela desenvolveu sentimentos por ele, mas escolheu ficar como "Sophia Ring SP Saturn VII" e a "Garota do Diabo Mágico" para sempre.
Hideri Amaniji (天虹あまにじ　旱ひでり, Amaniji Hideri)
Hideri é um veterano de Rikka e Yūta; ela é uma personagem principal começando com o terceiro romance leve. Ela dirige o Eccentric Drama Club.LN 3, 4
Tōka Takanashi (小鳥遊 十花, Takanashi Tōka)
Voz de: Eri Sendai (Japonês)
Um personagem original de anime, Tōka é a irmã mais velha de Rikka que a apóia trabalhando como chef em um restaurante requintado. Muitas vezes ela tem que aturar as palhaçadas delirantes de sua irmã mais nova, muitas vezes punindo-a com uma concha. 2 Ela também é tida como extremamente acrobática e flexível, o que ela atribui a ter sido uma ginasta rítmica quando ela própria estava no ensino médio. Rikka descreve sua irmã como uma alta sacerdotisa do mal e acusa Tōka de impedi-la de alcançar o "Horizonte Etéreo". Em uma ocasião, ela estava brincando de casinha com a irmã mais nova de Yūta, mas teve uma visão negativa onde se divorciaram.
Kazari Kannagi (巫部 風鈴, Kannagi Kazari)
Voz de: Manami Shirakawa (Japonês)
Kazari é o colega de classe de Yūta dos romances e o ídolo de classe. Ela ficou em segundo lugar no ranking de Makoto das garotas mais bonitas de sua escola, embora ainda continue sendo o centro das atenções. Ela teve um relacionamento próximo com Nibutani no colégio.

## Mídia

### Light novel
Chūnibyō Demo Koi ga Shitai! começou como uma light novel escrita por Torako, com ilustrações fornecidas por Nozomi Osaka. Torako entrou com a série na competição Kyoto Animation Award em 2010 e ganhou uma menção honorável na categoria novela. O estúdio, então,  publicou o primeiro volume em 15 de maio de 2011. Até março de 2014, foram publicados mais três volumes. O ultimo volume saiu em dezembro de 2017, totalizando 4 volumes.

### Anime
Adaptação de uma série de anime para televisão de 12 episódios, dirigida por Tatsuya Ishihara e produzida pela Kyoto Animation, exibida no Japão entre 4 de outubro e 19 de dezembro de 2012. Começando antes da exibição da série de TV, uma série de seis curtas de animação online originais intitulados Love, Chunibyo & Other Delusions Lite foram transmitidos semanalmente no YouTube entre 27 de setembro e 1 de novembro de 2012. A série de televisão foi lançada em seis volumes de compilação BD / DVD entre 19 de dezembro de 2012 e 15 de maio de 2013. Os volumes também continham curtas bônus intitulados Depth of Field: Ai to Nikushimi Gekijō (Depth of Field ～ 愛と憎しみ劇場, Depth of Field: Love and Hate Theater)  . Um sétimo volume, contendo um episódio de animação em vídeo original, outro curta de Depth of Field e os curtas Lite, foi lançado em 19 de junho de 2013. A série foi licenciada na América do Norte pela Sentai Filmworks e foi transmitida pela Anime Network . A Sentai Filmworks lançou a série em DVD legendado na América do Norte em 27 de maio de 2014, seguido por um lançamento dublado em inglês em DVD e Blu-ray Disc em 24 de fevereiro de 2015.
O tema de abertura é "Sparkling Daydream" de Zaq, e o tema de encerramento é "Inside Identity" de Black Raison d'être ( Maaya Uchida, Chinatsu Akasaki, Azumi Asakura e Sumire Uesaka ). Há também três canções inseridas: "Hajimari no Tane" (始まりの種, The Seed of Start)  por Zaq no episódio oito, "Kimi no Tonari ni" (君のとなりに, Next to You)  por Zaq no episódio dez e "Miagete Goran Yoru no Hoshi o" (見上げてごらん夜の星を, Look Up at the Stars in the Night)    por Maaya Uchida no episódio dez. O single de "Sparkling Daydream" foi lançado em 24 de outubro de 2012 e o single de "Inside Identity" em 21 de novembro de 2012. Para os episódios Lite, o tema de abertura é "Kimi e" (君へ, To You)  e o tema de encerramento é "Shikkoku ni Odoru Haōbushi" (漆黒に躍る弧濁覇王節, The Melody of Conqueror Dancing in Jet Black)  ; ambos são cantados por Zaq.
Um filme de anime intitulado Takanashi Rikka Kai: Gekijō-ban Chūnibyō Demo Koi ga Shitai! (小鳥遊六花・改 ～劇場版 中二病でも恋がしたい!～, "Love, Chunibyo & Other Delusions the Movie: Rikka Takanashi Revision")( , que reconta os eventos da primeira temporada de anime da perspectiva de Rikka, foi lançado nos cinemas japoneses em 14 de setembro de 2013 e mais tarde em Blu-ray Disc e DVD em 19 de fevereiro de 2014. A Sentai Filmworks licenciou o filme na América do Norte.